# 太陽花學運周邊話題
太陽花學運，是指臺灣時間2014年3月18日至4月10日期間的臺灣學生運動與社會運動事件。由於該事件為中華民國立法院有史以來首次遭到民眾佔領，全國震動矚目，而期間又長達二十餘日，因而衍生若干與此次抗爭行動具相當關連之事件或高度相關之話題等，詳見下文所述。

## 太陽花女王相關事件
4月4日在《新聞龍捲風》的節目中，主持人戴立綱與來賓彭華幹，對著一名參加太陽花學運女性劉喬安的照片胸口處比劃，並以煽情及性別歧視的口吻調侃並抹黃該名女性，此段具爭議性的報導內容引發網友大量向NCC意見信箱送出申訴，並導致NCC申訴機制暫時癱瘓，包括勵馨基金會、婦女新知基金會、台北市女性權益促進會、台北市台灣婦女會、台灣女人連線等多個婦女團體也召開記者會發表聲明，嚴厲譴責此一事件，事後該名女性劉喬安便被部分媒體封為太陽花女王。
12月10日，因太陽花學運一夕爆紅，被封為太陽花女王的劉喬安，遭《壹週刊》報導其實是高檔援交妹。並指稱劉喬安以10萬元的價錢，與香港嫖客作援交，卻因對方臨場殺價至3萬元，導致破局。爆料者並提供一段近半小時的現場影片做為證據，影片中劉喬安議價不成後，收了港男2千元車馬費，還主動在房間裡脫掉迷你裙，換上牛仔短褲，與男客大談性愛哲學，以及在國內外接客的服務內容和價碼，其過程讓人看了臉紅心跳。
而劉喬安對於男客一再討價還價，全程並沒有露出不耐煩的神情，反而透露最低價碼只能接受7萬元台幣，甚至強調自己不是一般的妓女，只是單純做愛，至於為何生過小孩還會開出一次10萬元的天價價碼，劉喬安表示自己是剖腹生產，常有客人稱讚她私處很緊，更笑稱自己很鬆的話，應該也不會有這個價錢。
香港部分媒體報導嫖客是《壹週刊》香港記者所扮演與偷拍，且《壹週刊》社長裴偉得知影片外流後曾緊急下令追回影片，被批評是企圖掩飾其嚴重違反新聞道德的行為。對於此種指控，《壹週刊》總編輯邱銘輝接受台灣媒體新頭殼訪問時確認完整版影片已經外流。並已報警處理。至於是否是內部員工所喬裝，則並未證實，僅表示他們會展開內部調查。如果有必要，會向外界說明。而事實上，劉喬安於事後也以手寫告白信在臉書上承認自己曾為了生計下海，但仍聲稱自己當天是被設局，當下都是亂掰的話，並未實際從事援交。
12月10日，針對因為聲援太陽花學運，被稱為太陽花女王的劉喬安被壹週刊報導疑似高級援交妹一事，彭華幹在被問及此事時，反而替該名當初讓自己涉入抹黃事件的女主角緩頰，認為如果事情是真的，她應該也是迫於無奈，因為生活所需。亦有網友針對此事戲稱其為先知。
她告《壹週刊》部分雖已達成和解，不過她以證人身分在庭上堅稱賣酒，被檢察官戳破謊言後，才承認賣淫，正被檢察官另案偵辦偽證罪。
2015年10月28日，劉喬安因涉仲介跨國賣淫，凌晨遭台北地檢署以涉犯《人口販運防制法》諭令5萬元交保，根據檢調透露，此案是美國在台協會AIT向台北市調處外事科檢舉，而因其中疑涉及脅迫外籍女賣淫，因此全案被依違反《人口販運防制法》偵辦。而警調於搜索戴君儀、鍾宜姿、劉喬安等人住處時，發現一批可疑的應召女「花名冊」及「恩客名單」，並已查扣3女的帳戶，將全面勾稽戴女等人的國內外金流，調查是否有苛扣皮肉錢等性剝削情事，警調懷疑，戴、鍾、劉等人以安排仲介年輕女子赴美賣淫，並為她們代辦赴美手續，提供機票食宿，從中抽佣牟利。其中劉喬安涉嫌運用她在演藝及名媛交際圈的人脈，牽線介紹缺錢花用的女藝人或小模赴美高價賣淫，將擴大偵辦。劉喬安於辦妥交保後，在友人騎機車搭載下，不發一語離開，並在晚間開記者會強調絕對沒有介紹任何女生到國外進行性交易，看到新聞之後才得知集團被查，不知道孩子是否也看到報導，直言自己真的很冤、很委屈，僅承認與仲介主嫌之一鍾女是閨密好友，到現在也不清楚發生什麼事情，會將一切都交給司法處理。警方一開始認為劉喬安可能是遭人利用，原本將她暫時排除嫌疑，事後劉喬安也揚言要對不實指控與報導，保留法律追訴權。但有媒體報導，檢方調閱劉喬安出境紀錄，發現她出國頻繁，而且有到美國伴遊的女子所說的供詞，與劉喬安說法有出入，因此不排除二度約談她說明。
針對此一疑似仲介賣淫事件，彭華幹也在臉書上對此事發表看法。表示見到劉僑安再次躍上媒體版面，心情很沉重，並提到從不怨恨對方，希望她能否極泰來；另外國民黨立委蔡正元則對此在臉書上以「凋萎麋爛的太陽花！」來形容，並表示大學生因為習慣不用腦筋，所以跟著太陽花頭子們起鬨，而現在這些頭子們的黑箱反而一一被揭開，蔡正元接著細數太陽花頭子們的「罪行」：林飛帆閃避兵役當替代役；陳為廷出口成髒性騷擾慣犯；黃國昌亂丟菸蒂，還有劉喬安國際賣淫，蔡正元並嘲諷，愛收集太陽花史料的學者們，不要漏掉這些偉大的太陽花史料。

## 反學運恐嚇埋炸彈
3月20日，一名新北市三十四歲山姓男子不滿群眾佔領立法院，化名「hellkitty（地獄貓）」，在PTT以「我剛剛在群眾中埋了炸藥」為題貼文、聲稱「威力不大死不了人der，放了不少的釘子」等，事後刪文道歉。被士林地檢署依犯恐嚇公眾罪，將緩起訴一年，並須上八個小時法治課程。

## 蕭家淇控訴糕餅遭竊
3月23日，晚間19時30分左右，示威群眾不滿馬政府回應，爆發佔領行政院事件，群眾進入政院後天花板及門板被打破拆毀、線路被扯斷、電腦及電視等辦公設備，也都被隨意丟放在地上，甚至還傳出放在辦公室內的零錢也不翼而飛，宛如歷經一場劫掠。行政院副秘書長蕭家淇在進入辦公室檢視「災情」之後，則無奈表示：「桌上的太陽餅被吃掉了，屏東的蛋糕（網路流傳的知名起士蛋糕）被吃了，冰箱的飲料被喝了，還有抽屜裡頭的零錢也被偷了。」經過初步清查，有陳列在院內的藝術品被破壞，原本要送給同仁的3大箱太陽餅被搬走1箱，此外辦公室1名員工放在抽屜的新臺幣1000元現金也被偷。此一反應隨即在網路上引起正反兩派的熱議，後來更有網友號召集資了三萬塊訂了157盒太陽餅，宣稱要「加倍奉還」、「讓你吃個夠」，總共1,500個要送給蕭家淇，不過這些餅在送進行政院後被拒收。蕭家淇表示他的用意是要告訴學生們這種偷竊行為是不恰當的，故拒絕接受這種物質賠償，並建議網友將這些團購來的太陽餅轉送弱勢團體，但被發起人邱先生調侃「可能是送錯牌子了」。最後被退回的太陽餅有一半送給了弱勢團體，而另一半分送給在立法院外參予太陽花運動的在場者，太陽餅業者則因為此事件意外帶動了業績，而屏東蛋糕也在事件後營業量激增，甚至取消網路訂購，僅開放現場排隊。

## 邱毅誤認向日葵為香蕉
2014年3月25日，前國民黨立委邱毅在中國大陸的中國中央電視台「海峽兩岸」節目中拿著一張太陽花學運的模糊照片說：「有的就地睡覺，然後吃得是滿地的狼藉，請看這個就是立法機構的發言台，在立法機構的發言台上面，大家看到沒有一大堆的香蕉，很明顯的這個香蕉是誰送的，後來我查得很清楚，這個香蕉就是民進黨的黨團送進來的。」但實際上邱毅所指的香蕉是這次學運的精神象徵太陽花，引起支持學運者的取笑。上述的太陽餅，香蕉，加上馬英九總統在3月初的鹿茸失言風波，被部份網友諷為新台灣三寶。

## 馬英九稱強佔公署之說法
2014年4月1日，總統馬英九接見美國在台協會前理事主席卜睿哲時表示，對於毀損公物、強佔公署及妨害公務等行為，「一定依法處理」。但當晚即於電視節目新聞面對面中遭前立法委員姚立明質疑，「中華民國《刑法》根本沒有強佔公署罪，那是以前動員戡亂時期存在於《懲治盜匪條例》裡的。」，該法條已於民國八十九年五月九日廢止。
而事實上法務部為配合懲治盜匪條例之廢止，亦曾在民國九十年十二月十二日提出刑法部分條文修正案，其中的第136條之一正是強占公署罪，但因立法延宕，至今未通過修法，法界亦普遍認為強占公署罪之內涵就相當於目前刑法第140條第二項之侮辱公署罪。美國尼爾森報導雖係因蕭美琴立委去函而起，但其對於學生占領立法院之行為亦多有批評，並指出美國的國會運作不容許任何妨礙議事的舉動，霸佔公共部門之行為尤不能與公民社會運動相比，在民主社會中，這樣的行為亦未必正確，此外，尼爾森報導亦分析在此次事件中民進黨所扮演之角色，認為他們確實鼓勵學生佔領立法院，即使民進黨沒有組織行動，但可以合理懷疑他們為此種脫序行為背書。

## 對於公民不服從定義之爭議
在323佔領行政院的行動中，有許多民眾受傷送醫，包括牙醫師王心愷及國中理化老師林明慧也遭警方攻擊頭部，2人向台北地方法院聲請保全證據，以作為未來進行國賠訴訟案的重要依據。政府質疑此跟國際上熟知的《公民抗議者（或真理堅固）不懷有憤怒情緒；要忍受對方的惱怒；忍受對方的攻擊，不進行報復，即使遭到處罰也不屈從；面對當局人員實施逮捕，公民抗議者將配合拘捕》不同。
然而此論點卻與高中一年級既有之公民與道德課本內文「當政府忽視公民的呼籲，仍堅持執行不正義之政策時，除了透過社會運動外，公民也可能選擇透過公民不服從，來表達其主張。然而，公民不服從是一種挑戰法律的公開違法行動，行動者往往會與國家執法者發生衝突，甚至可能付出沉重代價，因此通常只有在努力嘗試其他方式仍無法使國家修正其政策時，公民才會選擇採取此一行動方式。」相違背，此事被認為政府對於中學生基本知識反而不理解。另外甚至97年國考試題、102年國考試題、以及行政院長江宜樺在擔任台大政治學系副教授時的文章皆再再反駁羅瑩雪之說法。
針對上述質疑，羅瑩雪亦提出回應，「公民不服從的定義，維基百科及網路上均有一些客觀的見解，都與她先前提出的看法差不多，他們說公民不服從，都會有違法的行動，沒有錯，但他們也要接受違法的結果，跟負擔相關的責任，並不是違法且不須負起責任。」。此外對學運人士高喊公民不服從卻不願對抗爭後果負責的態度，也有學者指出由於公民不服從雖係基於天賦人權，但終究並非實定法之權利，再加以其內容空泛且模糊，與法律所要求的明確性原則不符，本就無法作為阻卻違法的事由，且既然公民不服從者的目的，就是為維護更高位階的法律價值而不惜觸犯下位法，若免除其刑責，反與其彰顯政策不當的初衷相違背，亦與公民不服從的精神大不相同。

## 質疑政黨涉入學運
白狼張安樂接受《時報周刊》專訪中表示，認為學運幕後推手是蔡英文，反服貿學生總指揮林飛帆和陳為廷不可能靠自己的力量就闖進立法院，且民進黨主席蘇貞昌進入就被嗆，只有蔡英文沒事，很明顯就是蔡英文在下指導棋。對此蔡英文辦公室嚴正聲明表示，並未介入學運。
另外網路流傳文章，稱太陽花學運多名學生領袖及教授均為民進黨籍，且林飛帆停領導成員多數為蔡英文總統大選時之青年軍出身，經蘋果日報逐一向當事人查證後，他們皆宣稱自己不但不是民進黨籍，連經歷及頭銜也都多有錯誤。也有少數學運成員曾在國民黨立委實習。蔡英文辦公室則發表聲明，表示上述學生領袖的確在不同時間參與過他們舉辦的活動，但若僅據此將學生貼上政黨色彩標籤，是欠缺對現代公民社會認知的過時思維。而根據蘋果日報刊載一名在台陸生的結論：民進黨根本沒有能力動員這麼多學生，是學生動員了民進黨。
但事實上，民進黨不但動員黨工及泛綠群眾支持，且根據中天新聞評論節目的報導，太陽花學運多位核心成員均曾經由蔡英文基金會之轉介，在立法院實習並領取津貼，蔡英文辦公室對此僅表示會考慮對中天新聞提告，但並未就學運核心成員領取津貼一事做任何解釋。另於太陽花學運期間，其核心成員亦毫不掩飾其對台灣應馬上宣佈獨立的認同，這也使得所謂單純的公民運動染上了政治認同的色彩。

## 學運成員舉牌干擾中天新聞報導及中天導播事件
2014年3月30日，有許多學運成員以舉牌干擾中天電視記者的連線報導。
2014年4月9日，學生退出立法院議場的最後一夜，一名中天電視導播向同學表達支持與加油，並說出自己即將離職後，現場響起歡呼，但事後證實該導播係因家庭因素離職，且已在個人臉書上說明，與此次學運沒有任何直接關係。

## 假冒身份
在學運期間，出現了多起假冒身份的事件，條列如下：
- 全台第一個在3月23日透過投票決定自主罷課的系所國立中山大學社會學系，事後有數十通電話數自稱「家長」的民眾撥打抗議電話。中山大學社會系主任楊靜利說：「有很多家長跟我們講說，我們小孩已經大四了，罷課活動讓孩子無法在今年畢業。只好無奈回應我們系是新成立的，我們最高年級只有大三，沒有大四的同學。」[58][59]
- 2014年3月30日，凱道活動當天上午，在立法院發生周姓男子找女兒的小插曲，事後許多眼尖網友紛紛在返還國會運動的白衫軍中，找到這名父親的身影，3月31日更有網友向媒體爆料，指稱該周姓男子曾說女兒是國立臺北藝術大學戲劇系2年級的周姓學生，並說自己身為該系學生，卻發現系上並無此人[60][61]。該周姓男後來成了王炳忠競選新北市議員的義工[62]。
- 2014年4月1日，中華統一促進黨總裁張安樂率羣眾揚言攻佔立法院時，一名自稱為議場內學生之國中生登上張安樂的宣傳車，公開表示自己因為外出小便而被議場學生驅逐。對於此點學運學生表示「國中生因為年紀太小根本無法進入，同時也沒人見過這位同學，議場內也有廁所無需外出。」而否認此國中生之說法，但卻無法證實國中生是否確實無法進入議場[63]。
- 臉書上出現一個林飛帆的冒牌帳號，並使用學運人物妖西的名義註冊，林飛帆本人在臉書澄清。[64]

## 鄰近居民反應
- 根據自由時報報導指出，立法院週邊住戶有68人連署，盼學運退場[65]。
- 根據新頭殼報導指出，住戶抗議不同調，有居民支持，也有居民反對[66]。
- 2014年4月3日，聯合報和中天電視接連報導立法院商家與住戶忍受進出噪音以及環境髒亂，因此在國民黨籍立委林郁方、市議員郭昭巖、里長蘇宏仁率領下，向學生提出抗議。由於道路封鎖，商家往往直接暫停營業，但仍需支付租金及員工薪水。而且因為抗爭群眾的物資源源不絕，不必向鄰近商家採購，因此業績也下滑了3至5成。
- 鄰近地區的喜來苑大樓主委國民黨籍徐惠貞表示，學運開始以來，在青島東路、鎮江街的店家和居民忍受噪音、道路封鎖、業績下滑等問題，住戶都苦不堪言。徐惠貞表示，這並非所有居民共同的訴求。而代表青島東路全體住商區的主委徐惠貞下午開記者會，希望能加嚴擴音器使用限制從上午8到12點，與下午2到9點。
- 針對立法院周邊住辦的抗議，來來華廈的主委徐立信先生率先與學生們進行溝通並達成共識，在學生道歉後，他們並不滿意，居民表示大家都不能忍受噪音等問題。
- 抗議學生回應：林飛帆當天早上承諾來來華廈的主委徐立信先生，濟南路及青島東路側的場外活動將在晚上11點結束，改採靜坐方式代替開講。據民報和自由時報則表示，來來華夏管委會主委徐立信，沒有獲得社區八位管理委員會委員的同意，就擅自發了「全體」住戶聲明書，以及給學生的承諾書，這不代表每個住戶的意見，里長蘇宏仁根本就不住在當地，住處附近在休息時段內也早已聽不見擴音器的聲音。其他管理委員因此不願在聲明書簽名背書，反倒是徐立信帶著媒體到處採訪，打擾部分住戶。當地機車行老闆則表示「當然生意會受影響，但這又不是不能私下協調。希望儘快結束，馬英九趕快出面解決，結果最後那一句話都被媒體剪掉，弄得好像居民和學生對立一樣」。同時徐立信正在努力爭取國民黨市議員的黨內初選也引起爭議。[67]。
- 然而對於代表青島東路全體住商區的'喜來苑大樓的主委徐惠貞女士下午開記者會，希望能加嚴擴音器使用限制從上午8到12點，與下午2到9點。對此，學運團體未做出承諾，僅致函道歉[68][69]。

## 記者疑似設局
鴻海董事長郭台銘於4月5日有意前往立法院和學生對談，但因林飛帆表示沒有安排而作罷，但隔天在PTT有網友將一段影片上傳YOUTUBE，包括壹電視與中天新聞在內的多名記者，疑似不惜曲解學生說法，想促成郭台銘前來，以讓學生難堪。在影片曝光後，該網友宣稱收到了中天新聞的提告。

## 台灣駐波蘭代表處要求撤文
4月7日，波蘭Niezalezna媒體集團記者刊登太陽花學運的報導後，遭到駐波蘭之台北經濟文化代表處來信，要求撤文。該報導作者認為台灣警方暴力驅離學生並不是謊言，而是一個明確存在的事實，也有證據、受害人，並認為台灣外館寄信給媒體「令人非常不安，並證明台灣民主出現全面的倒退」。
但外交部發言人高安回應指出，外館是本於職責關注駐在國有關台灣的報導，若有資訊錯誤或偏頗，影響國家形象，外交部授權駐外館處向媒體提供更詳盡資訊溝通澄清。此次事件，駐波蘭代表處的本意，是因為覺得該相關報導易引起誤解，才想跟該媒體連絡並做適當的澄清與更正，且希望該媒體能夠用平衡方式呈現訊息，並沒有要求撤下的意思。